# Pterospermum aceroides
Pterospermum aceroides är en malvaväxtart som beskrevs av Nathaniel Wallich. Pterospermum aceroides ingår i släktet Pterospermum och familjen malvaväxter. Inga underarter finns listade i Catalogue of Life.